# Kremeriella
Kremeriella là chi thực vật có hoa trong họ Cải.